# 孟亮
孟亮（1972年5月—）上海人，中华人民共和国国籍，有香港特别行政区居留权，中华人民共和国投资银行家。

## 生平
孟亮的父亲是孟庆胜，生于1943年3月8日，定居上海市徐汇区，中华人民共和国国籍，常年在上海经商，作为股东曾开设过上海汤胜工贸有限公司、上海汤盛房地产发展有限公司、上海合众机电设备成套有限公司等。1990年代，孟亮在先后拿到查普曼大学工商管理学士学位（1990年入读）及耶鲁大学管理学硕士学位（1994年入读）后，1997年加入瑞士信贷第一波士顿总部，师从全球并购主管高顿·理查（Gordon Rich），后者以对专业化的高要求而在华尔街出名，孟亮从此开始专注兼并收购业务。其间，孟亮在纽约担任高级经理培训全球主管兼媒体电信部高级副总裁，主要负责并购业务，曾为一系列全球客户提供咨询工作，所咨询项目价值总计超过1500亿美元。1997年到2000年期间，孟亮曾为AT&T的一系列行业转型项目担任财务顾问。1997年6月到2002年11月，孟亮在瑞士信贷第一波士顿任副总裁。
2002年6月，当摩根大通急于在中国市场打开突破口时，其亚太地区主席白瑞甫（Ralph Parks）邀请孟亮加盟。2002年12月到2007年4月，孟亮在JP Morgan摩根大通任亚太董事总经理、投资银行中国区联席主管。同时担任摩根大通的亚太区并购委员会和中国业务发展委员会成员。2003年，孟亮的工作初见成效，摩根大通在大中华地区的并购业务从业界第五跃升为第一，交易额从32亿美元升至79亿美元。兼并收购业务成为摩根大通在中国最核心的竞争力之一。此后，孟亮参与了几乎所有摩根大通在并购领域的重大交易，例如为中国电信82亿美元收购十省固话网络电信公司担任其独立董事会顾问，及为英国超市集团Tesco2.6亿美元收购顶新乐购半数股权提供顾问等，也包括备受关注的凯雷并购徐工案。2006年因政策环境等因素变化，兼并收购业务遇阻，孟亮由此转战IPO业务。2007年3月1日，摩根大通公司确认，孟亮提出辞职，将加盟总部设在纽约的全球性投资与技术发展公司德劭集团（D.E.Shaw&Co），担任大中华区的首席执行官。
2007年5月到2011年3月，孟亮在德劭集团任全球董事总经理、大中华区首席执行官。任内创立和管理集团亚洲总部，并任集团大中华区私募股权部门的创立人。2011年4月起，任上达资本（Ascendent Capital Partners）管理合伙人。他和张奕是上达资本创始合伙人。他还是耶鲁大学管理学院大中华区顾问委员会联席主席，并且是耶鲁大学管理学院的Donaldson Fellow获奖者。